# Gregório de Castro Morais e Sousa
Gregório de Castro Morais e Sousa, primeiro Barão de Piraquara. 
Nascido no bairro de Campo Grande, da capital colonial do Rio de Janeiro, na então conhecida "Sertão Carioca" em 25 de maio de 1802 e batizado à 30 de maio do mesmo ano, foram padrinhos o Ajudante de Ordens da Corte Jácomo de Matos Teles de Menezes e D. Anna Francisca de Castro Morais e Miranda, a "Anna Bangu" dona de varias Fazendas no Sertão Carioca, sendo a mais conhecida a Fazenda Bangu.
Ao contrario do que se pensava, Gregório era filho do Sargento Mor Manoel Joaquim de Souza com sua legitima esposa Luíza Maria de Souza, e não de D. Ana Francisca de Castro Morais e Miranda, que era na verdade sua madrinha, Ana Bangu era filha do Brigadeiro Gregório de Castro Morais e Pimentel e por não ter tido filhos com seu falecido primo/esposo Sargento-Mor Jose Correa de Castro Moraes Doutel, adotou o afilhado como seu filho e legitimo herdeiro.
Da madrinha Ana Francisca, além de ser seu único herdeiro, deve ter também ganhado seu nome, em homenagem ao pai e ao bisavô dela, o Brigadeiro Gregório de Morais Castro Pimentel, e o Mestre de Campo Gregório de Castro Morais, irmão do Governador Francisco de Castro Morais.
O Barão de Piraquara, Gregório de Castro Morais e Souza era irmão do Ministro do Império e Conselheiro, Manuel Felizardo de Souza e Melo, ambos eram filhos do Sargento-Mor Manoel Joaquim de Souza e D. Luiza Maria de Souza, tiveram a infância na mesma saudosa Fazenda Bangu, onde também tiveram seus respectivos últimos dias de vida, o Barão em 1864, e o Ministro em 1866. 
Foi tenente-coronel de cavalaria e comandante da Guarda Nacional, além de Juiz de paz, na freguesia de Campo Grande. 
Era Grande do Império, agraciado comendador da Imperial Ordem da Rosa e da Imperial Ordem de Cristo e cavaleiro da Imperial Ordem do Cruzeiro. 
Era muito influente na freguesia de Campo Grande, região onde se encontrava sua Fazenda Bangu, conseguindo diversas melhorias na região, também era querido entre os Imperadores, sua Fazenda no bairro de Bangu, recebeu as visitas desde D. João VI, passando por D. Pedro I até D. Pedro II e as Princesas Leopoldina e Isabel, juntamente com seus respectivos maridos, onde eram recebidos para o almoço na parada obrigatória para a Fazenda de Santa Cruz ou Palácio Imperial de São Cristóvão.
Manuel Felizardo de Sousa e Melo, Ministro do Império de diversas pastas e Presidente de várias províncias, era seu irmão, ambos eram filhos do Sargento-Mor Manuel Joaquim de Sousa.